# ایستگاه متروی بلیک هال
ایستگاه مترو بلیک هال یک ایستگاه از خط مرکزی و از خطوط متروی لندن است.که در منطقه گریستند قرار دارد و در ۱ آوریل ۱۸۶۵ افتتاح شده است.

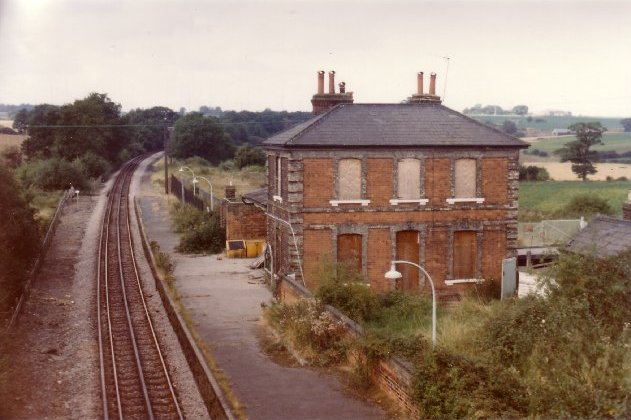